# Senses Working Overtime
Senses Working Overtime es una canción de la banda británica de rock, XTC, lanzada en 1982, por Virgin Records. La canción se convirtió en todo un éxito, ingreso al top 10 de las listas musicales inglesa, debido a esto el álbum "English Settlement", alcanzó el top 5.

## Vídeo musical
El video de "Senses Working Overtime" muestra a la banda tocando la canción en un vacío (menos la banda y sus instrumentos, amplificadores, etc). El video fue lanzado en el vídeo de la compilación Look Look.

## Charts
| Chart (1982)                    | Mejor posición |
| ------------------------------- | -------------- |
| Australian Singles Chart ARIA   | 12             |
| Canadan (RPM)                   | 36             |
| Dutch Top 40                    | 22             |
| Irish Singles Chart             | 15             |
| Nueva Zelanda                   | 37             |
| U.S Billboard Rock Tracks Chart | 38             |
| UK Singles Chart                | 10             |

## Versión de Mandy Moore
Senses Working Overtime - en español: Sentidos Trabajando horas Extras - es un cover de Mandy Moore, canción original de la banda XTC, fue incluido en el cuarto álbum de estudio de Moore Coverage. Solo fue lanzado de manera digital, como segundo sencillo de álbum en los Estados Unidos. Pese a que Moore había realizado esta canción en vivo en Sesiones @ AOL, el vídeo no fue utilizado para promocionar la canción. Sin embargo, el vídeo está disponible en DVD de Moore The Best of Mandy Moore.

## Antecedentes de la canción
"Senses Working Overtime" es un sencillo de XTC lanzado en 1982. Es a la vez el apogeo de su popularidad a principios de los años ochenta británica, así como su último suspiro de éxito comercial en su país. A pesar de que alcanzó el Top Ten y ayudó a llegar a solución de inglés # 5 en las listas de álbumes, sino que también sería el último Top 40 de entrada por una década.